# Alcázar Genil
L'Alcazar Genil est un palais de l'ère musulmane de la ville de Grenade, en Espagne. Il s'appelait à l'origine al-Qasr al-Sayyid (le palais du seigneur) et est situé à côté de la rivière Genil à l'extérieur des murs de l'Alhambra. Aujourd'hui, seul un pavillon du palais est conservé .
Il a été construit en 1218 ou 1219 par le sayyid Ishaq ben Yusuf, gouverneur de Grenade et membre de la dynastie almohade. En 1237, Muhammad Ier de la dynastie nasride prit Grenade et la dynastie fut depuis associée au palais. Son petit-fils, Mohammed III (règne 1302-1309) a vécu temporairement ici après avoir été détrôné, avant de déménager à Almuñécar.

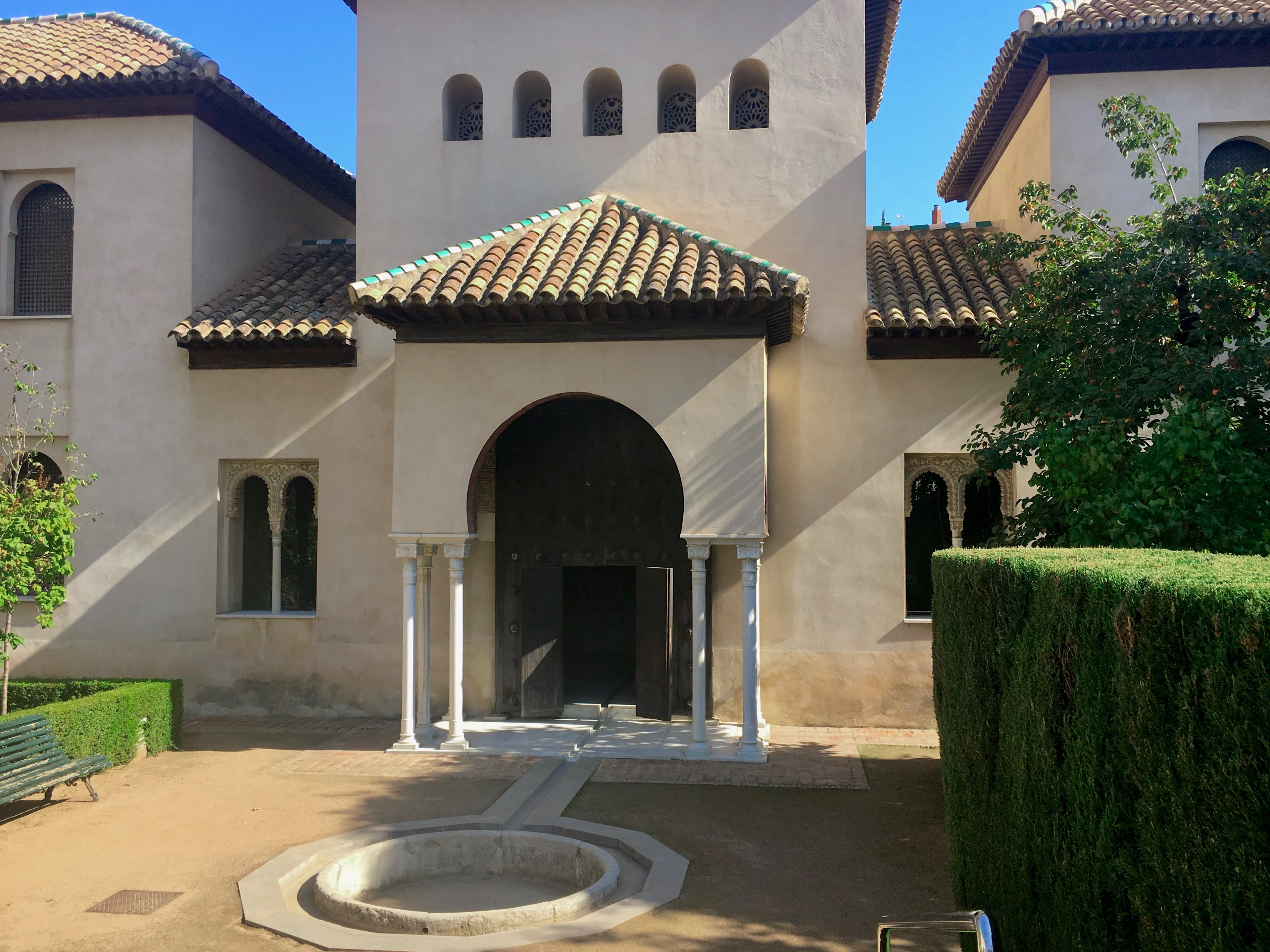
La façade
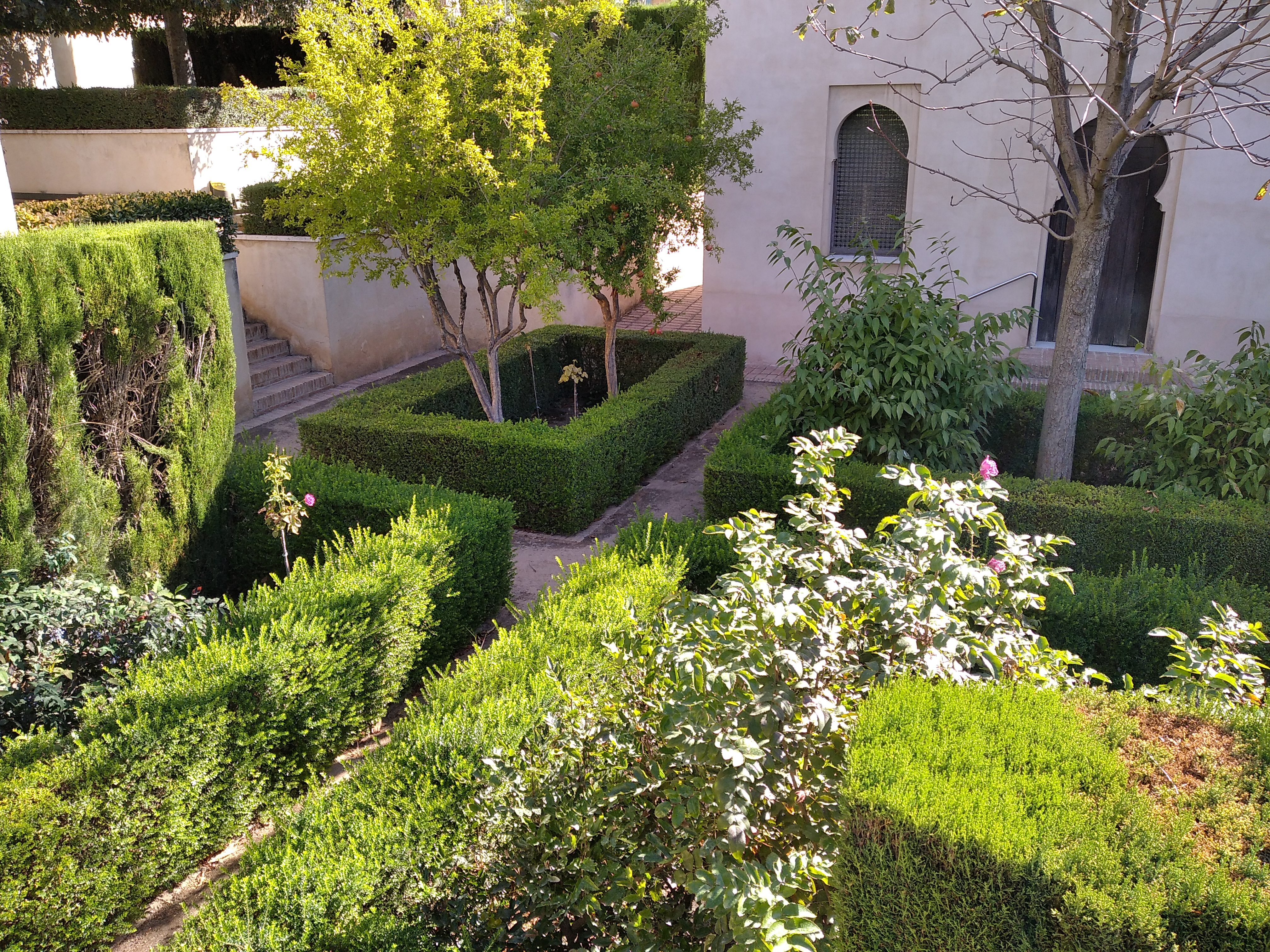
Une partie du jardin de la cour d'entrée
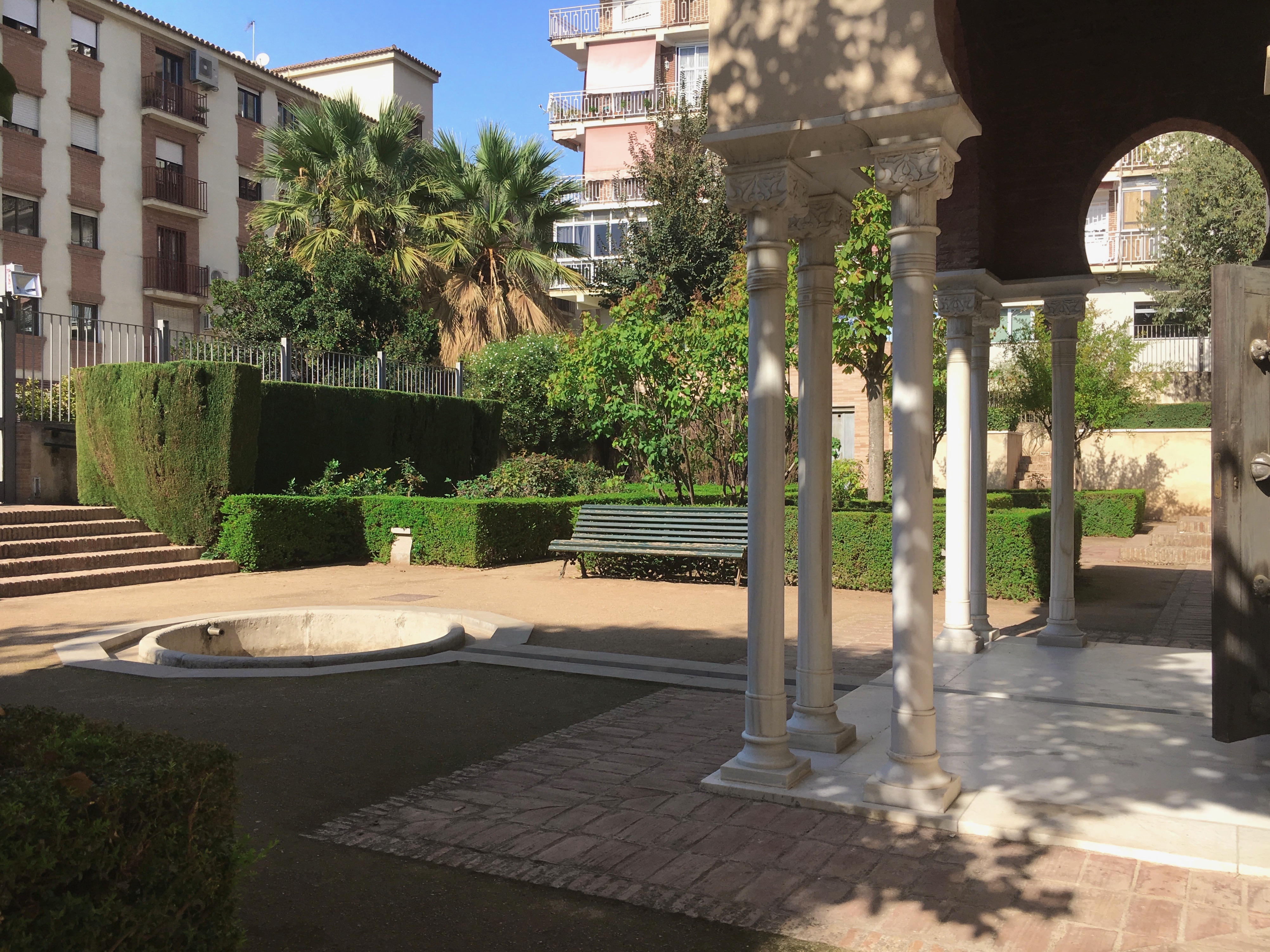
Le jardin de la cour d'entrée
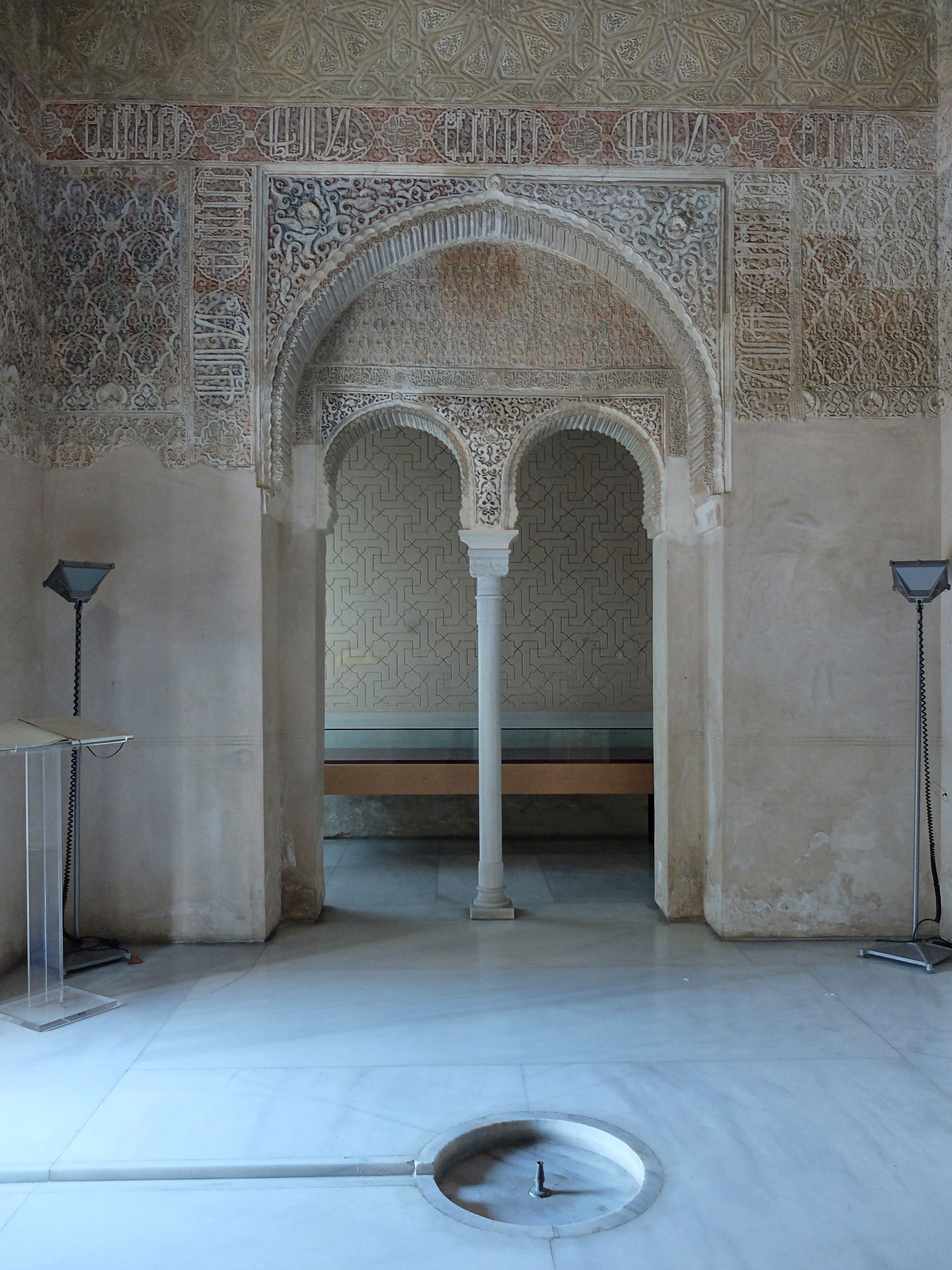
Vue à l'intérieur
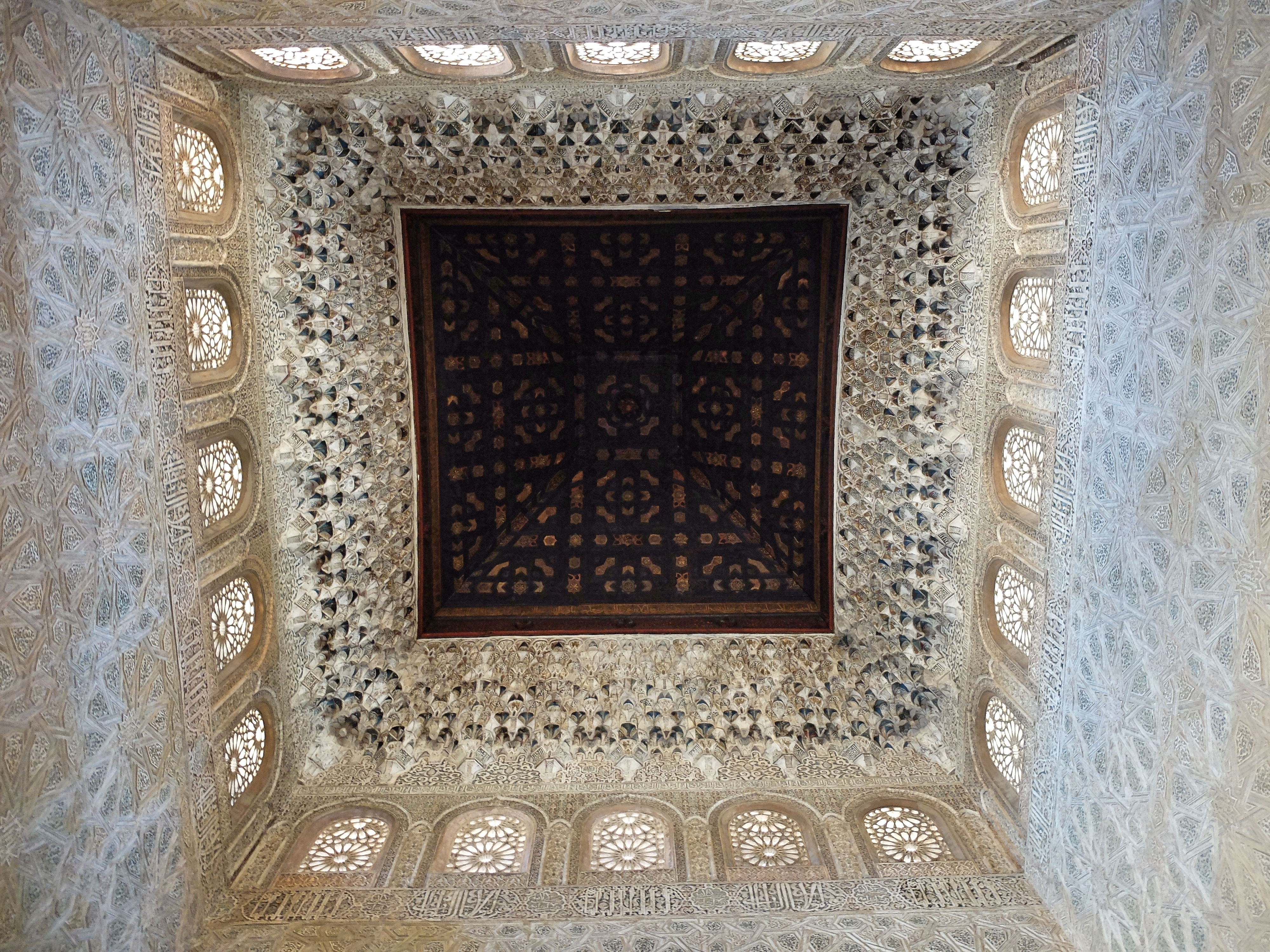
Intérieur de la chambre principale, avec décoration en stuc sculpté le long des murs et plafond en coupole en bois
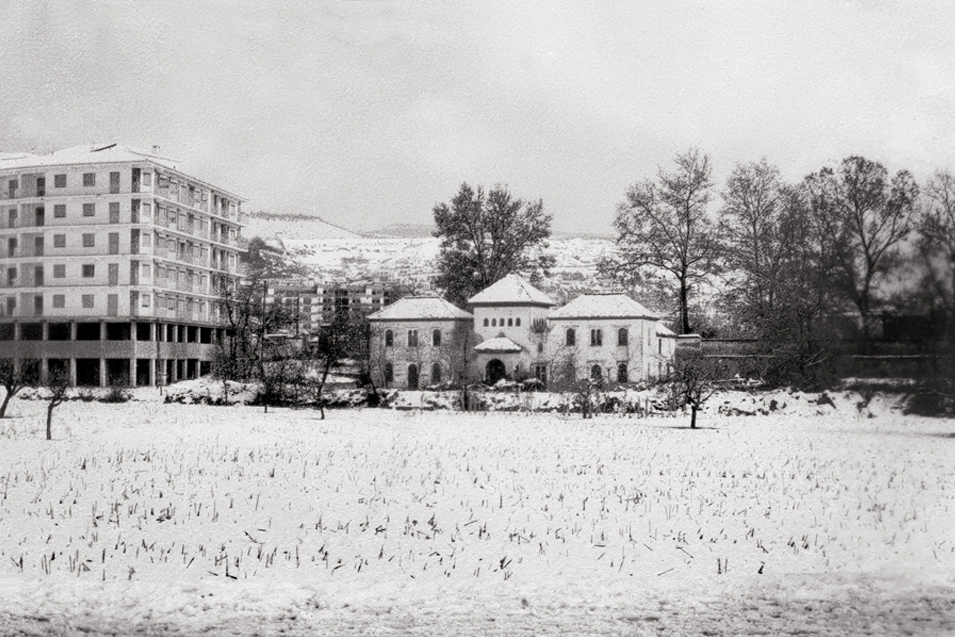
Le palais en 1975